# Magyar Lovaregylet

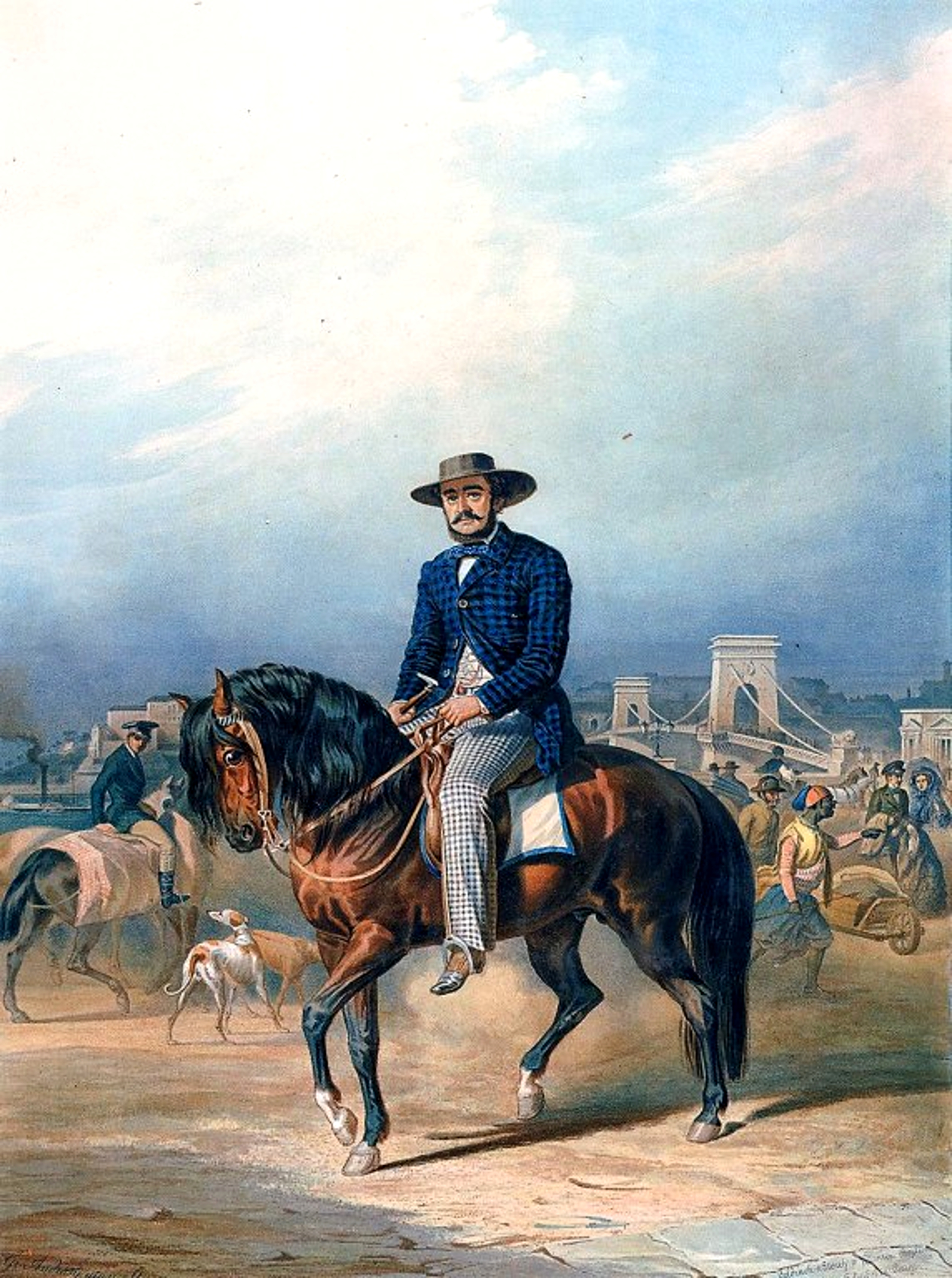
Széchenyi István (1828)

A Magyar Lovaregylet (Hungarian Jockey Club) Budapesten székelő testület, melynek főcélja, hogy lóversenyek rendezése és az ott elnyerhető díjak által a tenyésztőknek ösztönzést nyújtson minél jobb és nemesebb lovak nevelésére. Ámbár a lóversenyekből semmi fajta ló nincs kizárva (s jó félvér lovak is részt vesznek egyik-másik versenyben), mégis leginkább az ún. angol versenylovak futottak, ezek tenyésztése és versenyeken való kipróbálása (helyesebben a trainig) által keményebb, acélosabb lóanyagot előállítani, s ezekkel a hazai jobb fajta lovakat párosítva az országos lótenyésztést általában erősíteni, nagyobbítani, nemesíteni a főcél.

## Története
A Magyar Lovaregylet 1827-ben alakult Széchenyi István gróf, Károlyi Lajos gróf, Hunyady József gróf, Wesselényi Miklós báró és kortársaik kezdeményezésére. Tagjai száma a 19. század végén 160-170 közt változott. Az egyesület összes jövedelmeit (tagdíjak, alapítványi kamatos és a versenyek jövedelmei) díjakra adta ki, 1896-ra nem kevesebb mint 1 290 000 koronára rúgó díjakat írt ki, melyek szétoszlanak a budapesti, tátralomnici, tatai, alagi, siófoki stb. versenyhelyekre; a két utóbbi helyen ugyan a kebeléből alakult úrlovas-szövetség rendezte a versenyeket, de a pályák építését és a versenyek dotálását a Magyar Lovaregylet adta. Ez újabb versenyhelyek teremtése által a hazai fürdőhelyek megkedveltetésére és emelkedésére nem kis mérvben hatott. A sok és nemcsak nagy versenydíjak adhatása mindinkább ösztönzést adott a telivér lótenyésztésre, úgyhogy Magyarországon és a vele szövetségben levő ausztriai tartományok pályáin körülbelül 700-750 versenyló fordult meg; aztán az 50 000, 100 000 koronás nagy díjak elnyerése lehetővé tette, hogy Angliából elsőrangú tenyészanyagot hozzanak, ami által a tenyészanyag mindinkább javult, s vele együtt az ország lótenyésztése is emelkedett.
A Magyar Lovaregylet 1880. október 17-én avatta fel pályáját az Aréna úton, a mai Puskás Ferenc Stadion és az edzőpályák helyén. 1918-ig itt is rendezték a versenyeket.
Az államosítás idején az egylettől mindent elvették, az 1989-es rendszerváltáskor sem kaptak vissza semmit. 1989-ben a Magyar Loveregylet újjáalakult, elnökévé 1992-ben Farkas Ferencet választották. Az 1990-es évek elején az egylet jelentős szervező munkával teremtett anyagi hátteret fedezőmének vásárlására, amelyek segítségével a magyar versenyló fajták színvonalának emelését tűzték ki célul.